# Pamphobeteus petersi
Pamphobeteus petersi är en spindelart som beskrevs av Schmidt 2002. Pamphobeteus petersi ingår i släktet Pamphobeteus och familjen fågelspindlar. Inga underarter finns listade i Catalogue of Life.